# Ланча Либра
Ланча Либра е италиански седан, произвеждан от италианския автомобилен производител Ланча.

## История
Автомобилът е проектиран от групата на Фиат в периода 1997-1998 г. Това е модел, който е трябвало да подчертае луксозния и елегантен характер на марката. Моделът е проектиран върху модифицирана платформа на Алфа Ромео 156. Ланча Либра използва някои технически иновации и от технически компоненти на Алфа Ромео 156. Кодовото име на автомобила е Типо 839.

## Производство извън Италия
През 2006 г. група китайски инвеститори провежда няколко срещи за асемблиране на модела в Китай от китайския производител Зотуе. Поради отказ на членове на борда на Алфа Ромео автомобилът изобщо не стига до производство. Били са предвиждани за производство около 50 000 автомобила на година.